# 鹤庆土司
鹤庆土司是元朝、明朝时期鹤庆的世袭土司，属白族。
鹤庆土司姓高氏，是大理国高升泰的后裔。高升泰封其子高泰惠于鹤庆，是为鹤庆土司之祖。蒙古入侵大理后，改鹤庆为鹤州，以其首领高氏为土司。明军平云南之后，置鹤庆府，以土官高隆为鹤庆世袭知府。
1437年（正统二年），鹤庆土司高伦被控告与弟弟高纯在境内行凶作恶，与母杨氏、叔父高宣互相贼害。黔国公沐昂遣使讯问，但高伦拒不前往。高伦获罪被诛，其属地也被改土归流，以林遒节为第一任流官知府，原高氏土司则改为世袭千户土官。1683年，再降为世袭土通判。
鹤庆土司与姚安土司、永胜土司是同一祖宗。

## 历任土司
鹤庆高氏土司世系为：高光—高宗—高显—高午—高子进—高望奏—高奏晟—高晟君—高君补—高补余—高余武—高武邱—高邱善—高善诺—高诺义—高义和—高和亮—高亮从—高从君—高君辅—高辅仁—高仁温—高温情—高情智—高智升—高升泰—高泰惠—高惠珠—高珠寿—高寿长—高长明—高明惠—高惠直—高直信—高信益—高赐—高宝—高伦—高信—高海—高龙—高温—高森—高材—高鼎—高绍恩—高葵—高玉—高藩臣—高应星—高彦—高法—高世禄—高拱阳—高云翘—高中亮。